# エイジ・オブ・インライトゥメント管弦楽団
ジ・エイジ・オヴ・インライトゥンメント・オーケストラ（英語: The Orchestra of the Age of Enlightenment（略称OAE）） は、イギリスの古楽器オーケストラ。「啓蒙時代の管弦楽団」の謂。日本語での呼称は、本項目の見出しのように、インライトゥメント の表記が定着している。

## 沿革・概要
1986年に設立。演奏家同士の集合から発足したため、首席指揮者を置いていない。当初はシギスヴァルト・クイケンやフランス・ブリュッヘンのような国外の古楽の専門家を指揮者に招いたが、次第にチャールズ・マッケラスやサイモン・ラトルのような、モダン楽器オーケストラの指揮者や演奏家と共演を楽しむケースが急増し、それがこのオーケストラの特異な個性となっている。ロンドンのロイヤル・フェスティバル・ホールやグラインドボーン音楽祭歌劇場とも関係を深めてきた。
当初はパーセルやハイドン、シューベルトなどをレパートリーとする、典型的な古楽器オーケストラの一つに過ぎなかったが、ロンドン・クラシカル・プレイヤーズを吸収してから、ショパンやワーグナー、ヴェルディなども録音するようになった。ルネ・フレミング、イアン・ボストリッジ、マイケル・チャンス、アンドレアス・ショルなどの歌手や、イヴァン・フィッシャーなどの演奏家とも共演している。

## 参照事項・関連サイト
- The Orchestra of the Age of Enlightenment - 公式ウェブサイト